# Ossiannilssonola rossi
Ossiannilssonola rossi är en insektsart som beskrevs av Erhard Christian 1953. Ossiannilssonola rossi ingår i släktet Ossiannilssonola och familjen dvärgstritar.
Artens utbredningsområde är Illinois. Inga underarter finns listade i Catalogue of Life.